# Assita Kanko
Assita Kanko (Godyr, Burkina Faso, 14 juliol de 1980) és una periodista belga, activista en favor dels drets humans i política que va ser elegida membre del Parlament Europeu l'any 2019.

## Biografia
Kanko va néixer a Godyr, Burkina Faso, l'any 1980. De mare mossi i pare gurunsi. Va sobreviure a la mutilació genital femenina quan era nena i de llavors ençà ha fet campanya per a la seva prohibició.
Arran de l'assassinat de l'influent periodista Norbert Zongo, va estudiar periodisme i es va convertir en activista dels drets humans. Kanko es va traslladar als Països Baixos l'any 2001 per estudiar periodisme i més tard es va establir a Brussel·les. Va obtenir la nacionalitat belga l'any 2008.
Kanko va ser elegida regidora municipal a Ixelles pel partit de parla francesa Mouvement Réformateur el 2012. L'any 2018, es va unir al partit neerlandès Nova Aliança Flamenca, declarant que donava suport a les polítiques migratòries del portaveu del N-VA Theo Francken.
Kanko va ser elegida al Parlament Europeu en la llista del N-VA l'any 2019.
Kanko s'ha descrit com a activista pels drets de les dones i va fundar una organització anomenada Polin per impulsar la igualtat d'oportunitats i la implicació de la dona a la política. Ha parlat de la importància de defensar els valors de la Il·lustració europea i ha advocat per una millor integració dels migrants en la societat.
A part de la seva feina política, Kanko ha treballat com a columnista a De Standaard.